# Лукас, Билл
Уильям Эрнест Лукас (англ. William Ernest Lucas; 16 января 1917, Тутинг, Большой Лондон — 22 марта 2018, Cowfold, Юго-Восточная Англия) — британский легкоатлет, специалист по бегу на длинные дистанции. Выступал за сборную Великобритании по лёгкой атлетике в 1940-х и 1950-х годах, участник летних Олимпийских игр в Лондоне в программе бега на 5000 метров. Также известен как военный лётчик, ветеран Второй мировой войны.

## Биография
Билл Лукас родился 16 января 1917 года в Лондоне, был единственным ребёнком в семье каменщика, служившего во время Первой мировой войны в Нортгемптонширском полку и удостоенного Воинской медали.
До пятнадцати лет учился в школе грамматики, затем сменил несколько профессий в Лондоне: работал упаковщиком в торговом доме, клерком в издательстве, асессором в страховой компании.
С началом Второй мировой войны решил вступить в Королевские военно-воздушные силы и в 1940 году записался в добровольческий резерв. Пройдя обучение на пилота бомбардировщика Vickers Wellington, был направлен в девятую эскадрилью, в составе которой совершил множество боевых вылетов к городам Германии, в частности участвовал в бомбардировке Кёльна. С 1944 года работал лётным инструктором, окончив войну в звании командира эскадрильи. В январе 1945 года был награждён крестом «За выдающиеся лётные заслуги».
Вернувшись из армии в 1946 году, Лукас продолжил работать в страховом бизнесе и обзавёлся семьёй. Будучи большим любителем бега, удостоился права защищать честь страны на домашних летних Олимпийских играх 1948 года в Лондоне, однако у него было мало времени на подготовку, и в итоге он не смог преодолеть квалификационный этап бега на 5000 метров. Позже в составе клуба Belgrave Harriers ещё участвовал во многих международных соревнованиях, неоднократно становился чемпионом графства Суррей. При этом лёгкая атлетика не приносила ему никакой прибыли, поэтому в 1954 году он принял решение завершить спортивную карьеру.
В 2017 году Билла Лукаса называли старейшим живущим олимпийцем Великобритании.
Умер 24 марта 2018 года в Коуфолде, графство Западный Суссекс, в возрасте 101 года.